# Gondolbane
En gondolbane eller gondollift er en svævebane, som støttes og trækkes af kabler oven over de beholdere, som den trækker. Den består af et kredsløb af metalkabler, som er trukket mellem to stationer, nogle gange også med mellem-støttetårne. Kablet trækkes af et trækhjul i en terminal, som typisk er forbundet til en motor oftest en elektromotor. Afhængigt af en kombination af kablernes brug og hvad de transporterer så kan kapaciteten, prisen og funktionaliteten variere betragteligt.
Gondolbaner skal ikke forveksles med kabelbaner eller kabinebaner.